# Calleva Atrebatum
Calleva Atrebatum ('Calleva dels atrèbats') fou un oppidum de l'edat del ferro, la capital de la civitas dels atrèbats. Després esdevingué una ciutat emmurallada de la província romana de Britània, en una cruïlla important del sud de Gran Bretanya.
El poble modern de Silchester a Hampshire, Anglaterra, és a 1,6 km a l'oest del jaciment. L'església parroquial del poble de Santa Maria n'és dins les antigues muralles. La major part del jaciment pertany a la parròquia civil moderna de Silchester, tot i que l'amfiteatre romà és a la parròquia civil contigua de Mortimer West End. Totes les ruïnes són en el districte de Basingstoke and Deane i el comtat d'Hampshire.

## Història

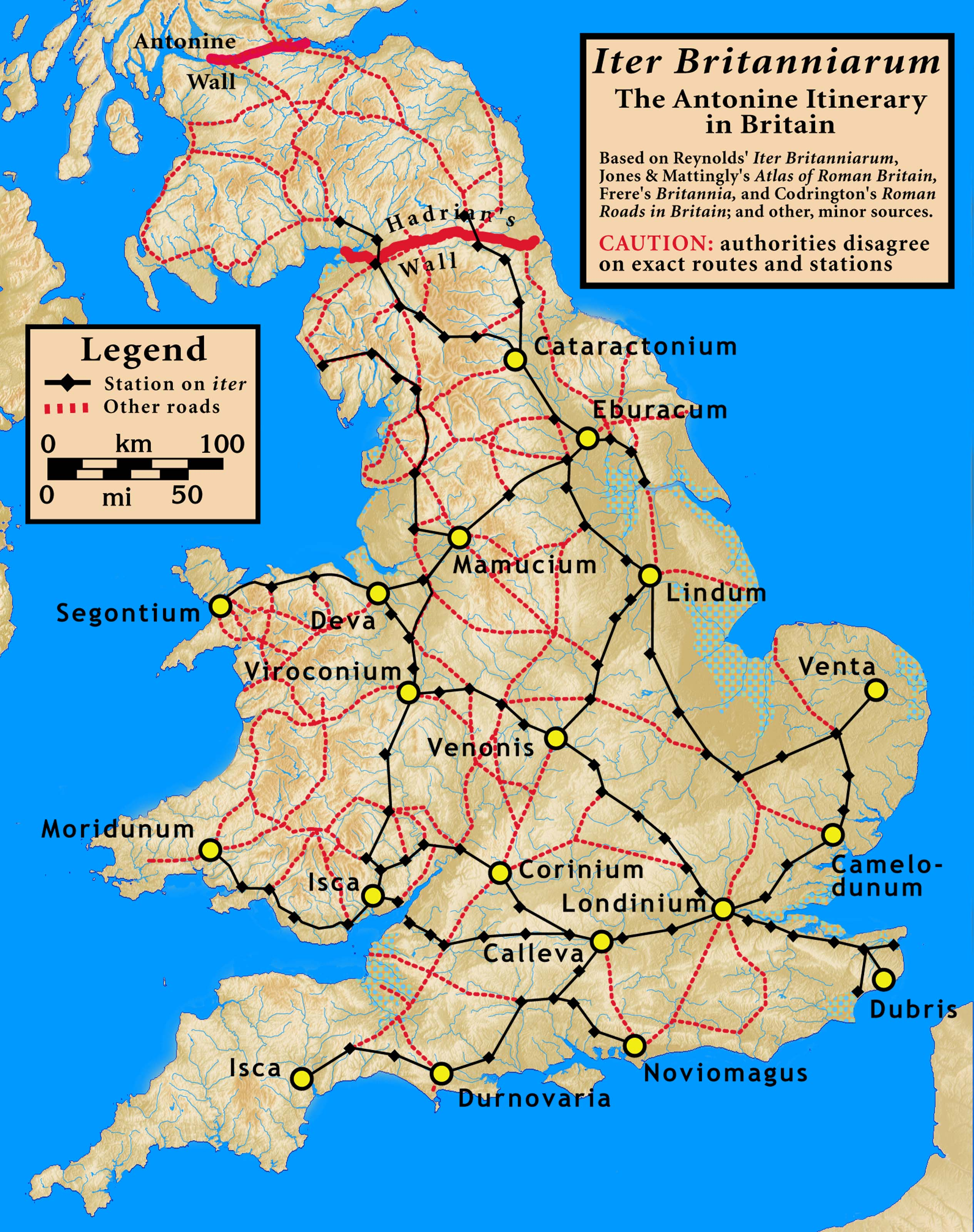
Un mapa de les principals vies romanes del segle II, que mostra la importància de Calleva Atrebatum com a cruïlla i trifurcació de les rutes que condueixen a Glevum (Gloucester), el sud de Gal·les i la península sud-oest de Londinium (Londres)

Inusualment per a una ciutat tribal de l'edat del ferro a Gran Bretanya, l'indret es reutilitzà per a la ciutat romana, tot i que els romans en canviaren el traçat i les defenses.

### Inicis celtes
El celta romanitzat Calleva es pot traduir com a 'bosc' o 'lloc boscós'. L'assentament estava envoltat de boscos densos que s'explotaven com a combustible i per a la construcció. Pel seu accés als mercats interns de l'est, oest i nord, era un centre de comerç illenc i amb civilitzacions a l'altre costat del Canal de la Mànega i amb la Mediterrània.

### Edat del ferro
L'arqueologia i les monedes de la sèrie Q britànica han demostrat que l'assentament de l'edat del ferro tardana de Silchester el vincula amb la seu dels atrèbats. Les monedes estampades amb la inscripció "COMMIOS" mostren que Commi, rei dels atrèbats, hi establí el seu territori i encunyà ací monedes després de mudar-se de la Gàl·lia. El moviment de terra interior, del segle I, tancà 32 hectàrees.
Primer es van descobrir petites àrees d'ocupació de l'edat del ferro tardana, tant al costat sud del moviment de terra interior com al voltant de la porta sud. També s'excavà sota el fòrum/basílica. Algunes cases circulars i pous eren en una alineació nord-est-sud-oest, que daten del segle 15 abans de la nostra era. L'ocupació cap al 15 ae al 40 o 50 després de la nostra era hi construí carrers asfaltats, pous de fem i recintes amb estacades. Els articles fins, àmfores, fermalls de ferro i aliatges de coure gal·lobelgues importats mostren que l'assentament era d'alt estatus. S'hi identificaren aliments distintius, com ara petxina d'ostra, un gran conjunt de briquetes i fragments d'àmfores per a oli d'oliva, salsa de peix i vi.
Aquest material el va descobrir el projecte Insula IX Town Life, i també una gran rasa fronterera probablement feta entre el 40 i el 20 ae, una gran sala rectangular que podria haver-se alçat entre el 25 ae i el 10 i noves divisions de la propietat del 10 al 40 o 50. Cert estudis arqueobotànics han demostrat la importació i consum d'api, coriandre i olives en Insula IX abans de la conquesta de Claudi.

### Assentament romà
Després de la conquesta romana de Britànnia al 43, l'assentament esdevingué la ciutat romana de Calleva Atrebatum.

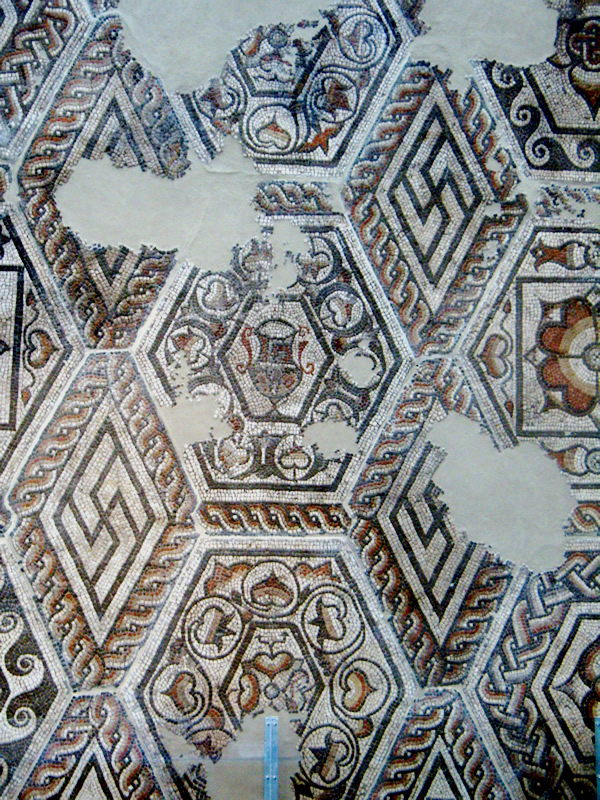
Mosaic de Calleva Atrebatum

L'assentament n'era una mica més gran, cobria unes 40 hectàrees i estava disposat en una quadrícula de carrers nous i buits. La ciutat tenia edificis públics i va florir fins a la primeria del període anglosaxó.
Una gran mansio hi havia en Insula VIII, a prop de la Porta Sud, i constava de tres ales disposades al voltant d'un pati. Un possible nimfeu era a prop de l'amfiteatre, al nord de la ciutat emmurallada.
Calleva fou una important cruïlla. La Carretera del Diable la connectava amb la capital provincial Londínium (Londres). Des de Calleva, aquest camí es bifurcava en rutes a altres punts a l'oest, com ara el camí a Aquae Sulis (Bath); la via Ermina a Glevum (Gloucester); i la via del Port a Sorviodunum (Old Sarum) a prop de la Salisbury actual).
Els moviments de terra i, en gran part de la circumferència, els murs en ruïnes encara se'n poden veure. Les restes de l'amfiteatre, del 70 al 80, i fora de les muralles de la ciutat, també s'hi identifiquen. L'àrea dins dels murs ara és en gran parteix terra de conreu, amb una petita església medieval en una cantonada. En el seu apogeu, l'amfiteatre romà tenia cabuda per a set mil espectadors. S'hi organitzaven baralles d'óssos, lluites de gladiadors, etc. Al voltant del segle iii, se'n feren renovacions en l'estadi, amb un disseny més el·líptic. Després que els romans se n'anaren, els britànics i anglosaxons van continuar utilitzant l'amfiteatre.
Al sud-est de la ciutat hi havia els banys termals. Pertanyen als primers edificis de pedra de la ciutat, que es degueren construir al voltant de l'any 50. Els banys no estan alineats amb la quadrícula de la ciutat posterior, i l'àrea d'entrada es reconstruí per a adaptar-se a la nova xarxa de camins. Al principi tenien un pòrtic, una palestra i els banys darrere. Després se n'eliminà el pòrtic i els banys es van dividir per la meitat, segurament perquè homes i dones poguessen banyar-se per separat.
Hi ha una deu que emana de l'interior de les muralles, prop dels banys, i flueix cap al sud-est on s'uneix a Silchester Brook. La Calleva romana tingué l'apogeu (fins a arribar als 10.000 habitants en el segle III/IV) a l'entorn d'aquestes fonts que servien a les termes romanes.

### Època postromana i medieval
Després que els invasors romans se n'anaren de Britànnia, Calleva Atrebatum continuà habitada, però en començà el declivi. Es van utilitzar edificis importants durant els 400–430, però l'evidència d'ocupació comença a disminuir dràsticament després del 450. Segons Daniel G. Russo, la hipòtesi que la ciutat es mantingué en ús durant el segle vi, gràcies a les muralles, és "atractiva", però es basa en conjectures, ja que "no hi ha proves escrites o arqueològiques fermes que un estil de vida romanobritànic existís de manera organitzada a Calleva més enllà del c. 450, a tot estirar". Això contrasta amb la majoria de les altres ciutats romanes a Gran Bretanya, que continuaren existint després del final de l'ocupació romana; Calleva n'és una de les sis que no van sobreviure a l'època postromana, i desaparegué en l'edat mitjana. L'historiador David Nash Ford, però, identifica l'indret amb la llista de Cair Celemion de Nennius de les 28 ciutats de la Britània postromana, la qual cosa significaria que el lloc va existir almenys parcialment durant l'alta edat mitjana).
Ha sorgit una hipòtesi que els saxons van evitar deliberadament Calleva després que fos abandonada, preferint mantenir els centres urbans existents a Winchester i Dorchesteron Thames. Hi hagué una bretxa d'un segle abans que es fundaren les ciutats bessones saxones de Basing i Reading (Berkshire) als rius a banda i banda de Calleva. Per això, Calleva va patir un abandó relativament benigne durant la major part dels darrers dos mil·lennis.

## Arqueologia

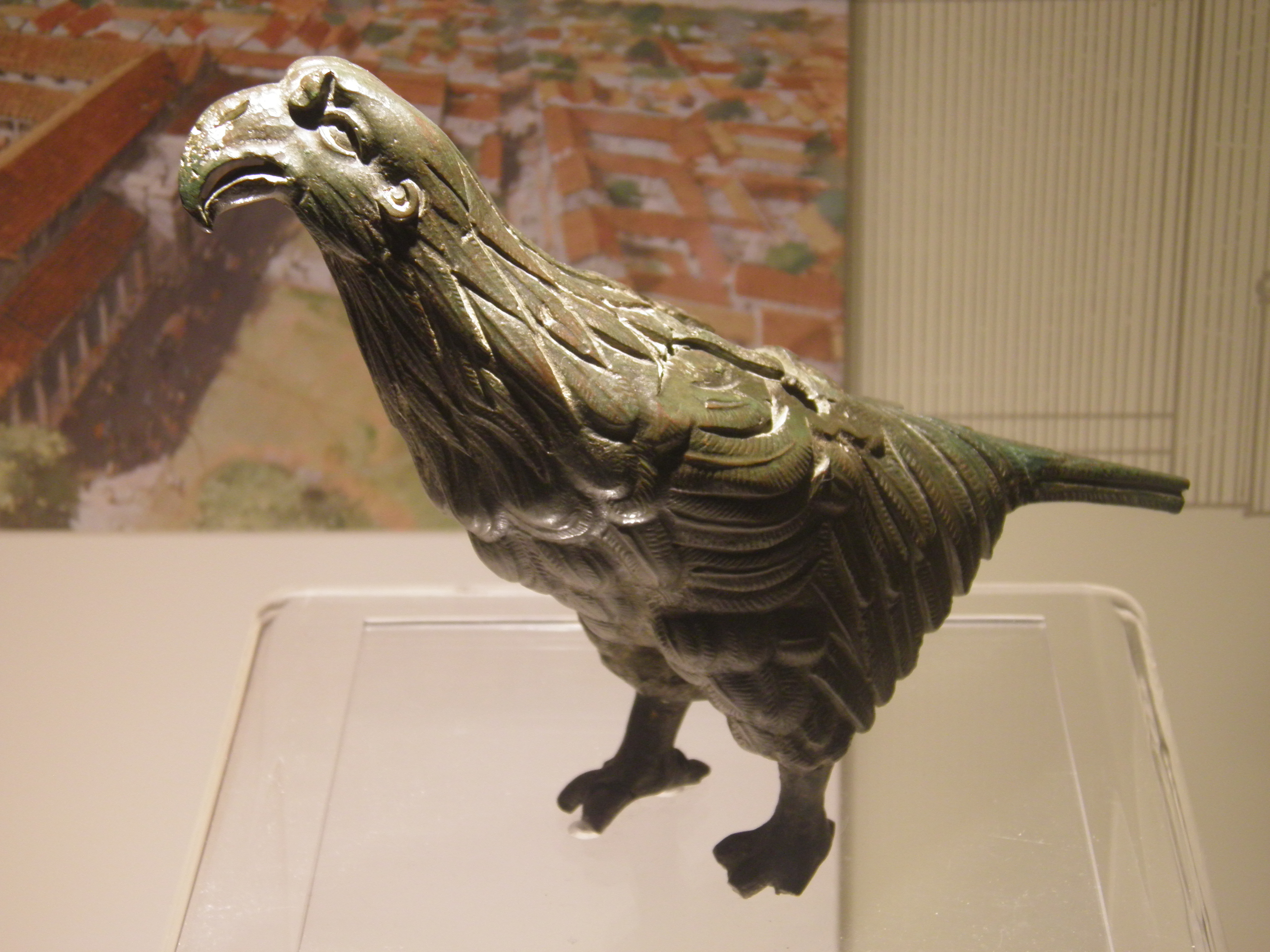
Àguila de Silchester

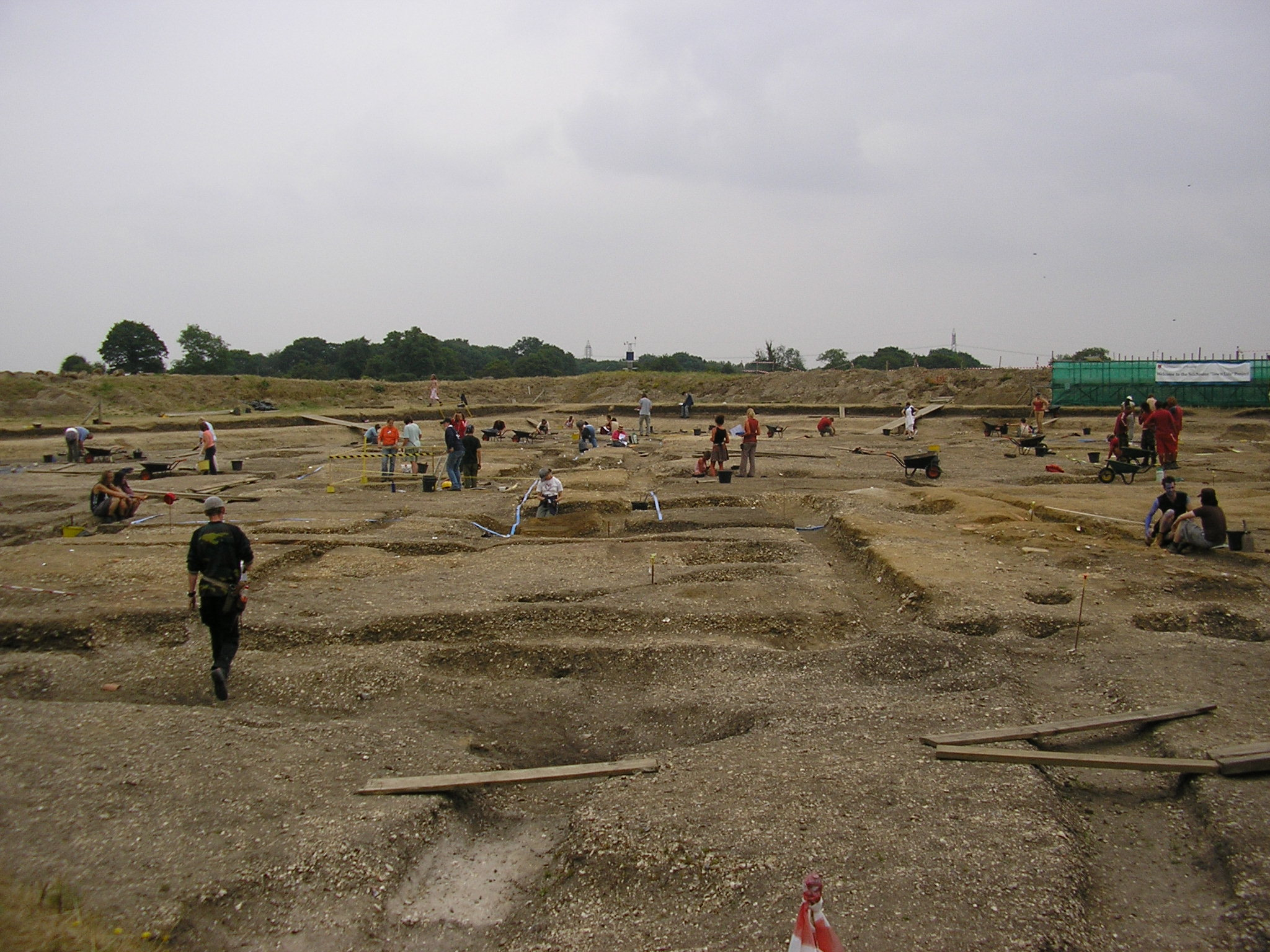
Excavacions a Calleva (Ínsula IX)

Calleva Atrebatum fou excavada per primera vegada pel reverend James Joyce, que, al 1866, va descobrir una àguila tallada en bronze coneguda com L'àguila de Silchester ara al Museu de Reading. Potser al principi formava part d'una estàtua de Júpiter al fòrum.
Tot i que se sabia des de feia molt de temps que es tractava d'una civilització romana abandonada, les excavacions ordenades pel duc de Wellington no començaren fins al final del segle xix. Joyce en fou el registrador designat de tots els registres arqueològics. Se'n feren poques recerques addicionals fins a la nova excavació del 1961 de l'església cristiana primitiva. Dins d'aquestes excavacions limitades, es veien els fonaments i els plànols dels edificis de maçoneria. L'arquitectura i l'arqueologia dels edificis de fusta de l'antiga ciutat romana foren mal enteses en el moment de l'excavació; la fusta n'era el material més notable.
Molly Cotton en feu excavacions en les defenses entre el 1938 i el 1939. De la dècada dels 1970 ençà, Michael Fulford i la Universitat de Reading han dut a terme diverses excavacions a les muralles de la ciutat (1974-80), l'amfiteatre (1979-85) i la basílica (1977, 1980-86), que han revelat una conservació molt bona d'elements de l'edat del ferro i de les primeres ocupacions romanes.

Entre 1997 i 2014 la Universitat de Reading feu excavacions en la Insula IX. S'han publicat els resultats de les fases tardoromana, medieval i tardana de l'edat del ferro. El 2013, començaren a excavar la Insula III, investigant una estructura identificada com una casa de banys. I al 2018, la Universitat de Reading tornà a explorar les ruïnes d'aquesta casa.

## Accés

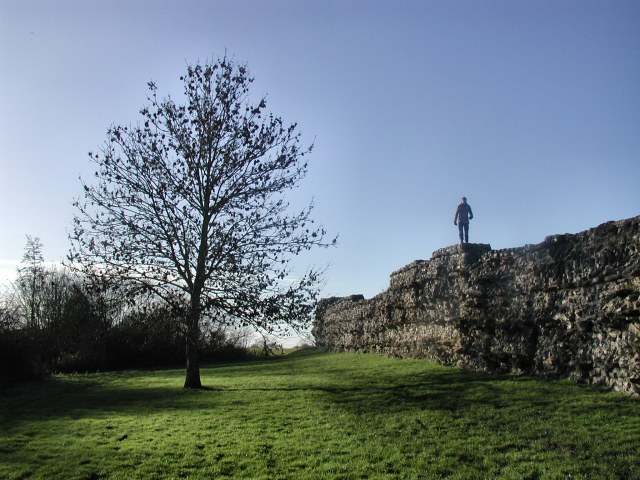
Part de les muralles de la ciutat (2004)

Hui Calleva és propietat principalment del Hampshire County Council, i l'administra English Heritage. Es pot accedir a tota la circumferència de les parets, i a l'amfiteatre. L'interior és agrícola i, tret de l'església i un camí que travessa l'interior, és inaccessible.
El Museu de Reading, dins l'Ajuntament de Reading, té una galeria dedicada a Calleva, que mostra moltes troballes de les excavacions.